# جهمان
جهمان (به عربی: الجهمان) یک روستا در سوریه است که در ناحیه سنجار واقع شده‌است. جهمان ۹۴۴ نفر جمعیت دارد.